# Antonio da Saluzzo
Antonio da Saluzzo (Saluzzo, ? – Milano, 1401) è stato un arcivescovo cattolico italiano.

## Biografia
Membro della famiglia dei marchesi di Saluzzo, figlio secondogenito di Manfredo V di Saluzzo e di Eleonora di Savoia-Acaia, figlia del principe di Acaia Filippo I, fu eletto vescovo di Savona nel 1356.
Nel 1380 fu trasferito alla sede metropolitana di Milano.
Fu l'iniziatore della costruzione del Duomo di Milano nel 1386.
L'opera venne avviata con la collaborazione del duca Gian Galeazzo Visconti e la fabbrica venne avviata per sopperire non solo alle esigenze ed alle aspirazioni dei milanesi di avere una nuova cattedrale, più capiente, per la celebrazione delle proprie funzioni liturgiche, ma anche perché già dal 1392 l'antica chiesa metropolitana di Santa Tecla era stata reputata ormai inutilizzabile perché pericolante.
Accettando il progetto di Simone da Orsenigo, Antonio di Saluzzo in quello stesso anno si preoccupò della posa della prima pietra sul luogo dove sorgeva la chiesa di Santa Maria Maggiore e nelle immediate vicinanze del battistero di San Giovanni alle Fonti (ancora visibile tutt'oggi sotto il sagrato), entrambi edifici sacri fondati da Sant'Ambrogio nel IV secolo.
Antonio di Saluzzo morì a Milano nel 1401.